# Новь (река)
Новь — река в России, течёт по территории Архангельского и Иглинского районов Республики Башкортостан. Устье реки находится в 29 км по правому берегу реки Лемеза. Длина реки составляет 17 км.
Именованные притоки: Нах, Нуй, Кызылъелга.

## Данные водного реестра
По данным государственного водного реестра России относится к Камскому бассейновому округу, водохозяйственный участок реки — Сим от истока и до устья, речной подбассейн реки — Белая. Речной бассейн реки — Кама.
Код объекта в государственном водном реестре — 10010200612111100019393.